# پارک هیگاشی کورومشی چیکورین
پارک هیگاشی کورومشی چیکورین (به لاتین: Higashikurumeshi Chikurin Park) یک پارک در ژاپن است که در هیگاشی‌کورومه، توکیو واقع شده‌است.